# Pelagia
Pelagia – żeńskie imię pochodzenia greckiego, pochodzące od przymiotnika pelagios, oznaczającego „morski”. Męskim odpowiednikiem tego imienia jest Pelagiusz.
Pelagia imieniny obchodzi: 23 marca, 4 maja, 9 czerwca, 26 czerwca, 11 lipca, 8 października i 21 października.
Znane osoby noszące imię Pelagia:
- Pelagia z Antiochii[a] – święta męczennica wspominana 8 października
- Pelagia z Limoges – święta, matka św. Arediusza, wspominana 26 sierpnia[1]
- Pelagia (Tiestowa) – święta mniszka prawosławna
- Pelagia (Sieriebriennikowa) – święta mniszka prawosławna
- Pelagia Majewska – polska pilotka i instruktorka szybowcowa
- Pelagia Lewińska –  działaczka PPR i PZPR